# La Grande Aventure Lego
Série
La Grande Aventure Lego 2
(2019)
Pour plus de détails, voir Fiche technique et Distribution.
La Grande Aventure Lego (The Lego Movie), ou Le Film Lego au Québec, est un film d'animation 3D américano-australo-danois réalisé par Phil Lord et Chris Miller, sorti en 2014.
Le film suit Emmet, une personne ordinaire vivant à Bricksburg, est pris par erreur pour le « Spécial » (ou l'« Élu »), c'est-à-dire celui qui peut sauver l'univers face à Lord Business, un tyran maléfique qui se cache sous l'identité du Président Business et qui veut détruire l'univers Lego avec le « Kragle », une machine permettant de coller toutes les figurines Lego. Malgré lui, Emmet va devoir se battre contre cette menace, avec l'aide d'un vieux mystique, Vitruvius, d'une jeune femme robuste, Cool Tag (Wyldstyle en version originale, Rebelle en version québécoise), et du fiancé de cette dernière, Batman.
Il est suivi en 2019 par La Grande Aventure Lego 2 de Mike Mitchell, après la sortie en 2017 de Lego Batman, le film, réalisé par Chris McKay, et de Lego Ninjago, le film de Charlie Bean, dont les scénarios se déroulent dans le même univers.

## Synopsis
Dans l'univers Lego, le sorcier Vitruvius ne parvient pas à protéger une super-arme appelée "Kragle" du maléfique Lord Business, mais une prophétie annonce qu'une personne appelée "Le spécial" trouvera la Pièce de Résistance capable d'arrêter le Kragle. Lord Business prétend que c'est faux et donne un coup de pied à Vitruvius qui chute d'une falaise.
8 ans et demi plus tard à Bricksburg, l'ouvrier de chantier Emmet Brickowski tombe sur Cool-Tag, une femme à la recherche de quelque chose sur le chantier de construction d'Emmet. Emmet tombe dans une fosse et trouve la Pièce de Résistance. Obligé de le toucher, Emmet fait l'expérience de visions et s'évanouit.
Il se réveille sous la garde de Méchant Flic, le lieutenant de Business, avec la pièce de résistance attaché à son dos. Emmet apprend les plans du Président Business pour coller le monde avec le Kragle, un tube de colle Krazy avec l'étiquette partiellement frottée ; le morceau de résistance est le capuchon du tube. Cool-Tag sauve Emmet, croyant qu'il est le spécial. Ils échappent à Méchant Flic et se rendent au "Far West" où ils rencontrent un Vitruvius aveugle. Lui et Cool-Tag sont des maîtres constructeurs, capables de construire n'importe quoi sans manuels d'instructions, qui s'opposent aux tentatives de Business de supprimer leur créativité. Bien que déçu qu'Emmet ne soit pas un maître constructeur, ils sont convaincus de son potentiel lorsqu'il se souvient de visions de "celui d’en haut".
Emmet, Cool-Tag et Vitruvius fuient les forces de Méchant Flic avec l'aide de Batman et s'échappent aux Pays des Nuages Perchés où tous les maîtres constructeurs se cachent. Les maîtres constructeurs ne sont pas impressionnés par la lâcheté d'Emmet et refusent de l'aider à lutter contre Business. Les forces de Méchant Flic attaquent et capturent tout le monde, sauf Emmet et ses amis. Emmet et les maîtres constructeurs ayant acceptés de rejoindre Emmet, Cool-Tag, Batman et Vitruvius sont sauvés de la noyade par Barbe d'acier et Emmet élabore un plan pour infiltrer le siège social de Business et désarmer le Kragle. Le plan réussit presque jusqu'à ce qu'Emmet et ses amis soient capturés et emprisonnés. Lord Business assassine Vitruvius en le décapitant avec une pièce de monnaie, jette la Pièce de Résistance dans un abîme et met son quartier général en auto-destruction, laissant tous les maîtres constructeurs mourir. Vitruvius révèle qu'il a inventé la prophétie à sa mort, mais son esprit revient pour dire à Emmet que c'est sa confiance en soi qui fait de lui le Spécial. Attaché à la batterie du mécanisme d'autodestruction, Emmet se jette hors du bord de la tour et sauve ses amis et les maîtres constructeurs. Inspiré par le sacrifice d'Emmet, Cool-Tag rassemble tous les personnages Lego à travers l'univers pour utiliser toute la créativité dont ils disposent pour construire des machines et des armes pour combattre les forces des Business.
Emmet se retrouve dans le monde humain où les événements de sa vie se déroulent dans un sous-sol par un jeune garçon, Finn, sur le set Lego de son père. Le père - "Celui d’en haut" - châtie son fils pour avoir construit différents modèles au lieu de ceux que le père a construit et décide de les démonter pour les remettre à l’origine en utilisant son stock de Kragle. Réalisant le danger, Emmet veut lui-même bouger et attire l'attention de Finn. Finn renvoie Emmet et là pièce de résistance, où Emmet possède les pouvoirs d'un maître constructeur et confronte Business. Dans le monde humain, le père de Finn regarde les créations de son fils et voit comment il a basé le méchant Business sur lui. Grâce à un discours donné à Emmet à Business, Finn dit à son père qu'il est très spécial et qu'il a le pouvoir de tout changer. Le père de Finn se réconcilie avec son fils, de même que Business qui change d'avis, qui combine le Kragle avec la pièce de résistance et qui décolle ses victimes lorsque Business, inspiré par le discours d'Emmet, décide de ne plus devenir le tyrannique Lord Business, alors que Lucy et Emmet entrent dans une relation. 
Alors que la sœur cadette de Finn se joint à jouer avec les ensembles Lego, les extraterrestres Duplo arrivent dans l'univers Lego et menacent de tous détruire, devant Emmet et ses amis qui apprennent la nouvelle, stupéfaits.

## Fiche technique
- Titre original : The Lego Movie
- Titre français : La Grande Aventure Lego
- Titre québécois : Le Film Lego
- Réalisation : Phil Lord et Chris Miller
- Scénario : Phil Lord et Chris Miller
- Musique : Mark Mothersbaugh
- Production : Dan Lin, Doug Davison, Stephen Gilchrist, Roy Lee
- Sociétés de production : Village Roadshow Pictures, Lego, Warner Animation Group et Animal Logic
- Budget : 60 000 000 $
- Pays de production :  Danemark,  Australie,  États-Unis
- Langue originale : anglais
- Genre : animation, comédie, aventure
- Dates de sortie[1] :
  - États-Unis et Québec : 7 février 2014
  - France : 19 février 2014

## Distribution
- Will Ferrell (VF : Maurice Decoster ; VQ : François Godin) : le père de Finn
- Jadon Sand (VF : Maurice Decoster ; VQ : Frédéric Larose) : Finn

### Voix des personnages

#### Voix originales
- Chris Pratt : Emmet Brickowski
- Will Arnett : Batman/Bruce Wayne
- Elizabeth Banks : Wyldstyle/Lucy
- Morgan Freeman : Vitruvius
- Alison Brie : Unikitty
- Liam Neeson : Bad Cop/Bad Nice Cop/Pa Cop
- Will Ferrell : Lord Business/President Business / The Man Upstairs
- Nick Offerman : Metalbeard
- Charlie Day : Spaceman Benny
- Channing Tatum : Superman
- Jonah Hill : Green Lantern
- Cobie Smulders : Wonder Woman
- Anthony Daniels : C-3PO
- Billy Dee Williams : Lando Calrissian
- Will Forte : Abraham Lincoln
- Keith Ferguson : Han Solo
- Dave Franco : Wally
- Todd Hansen : Gandalf
- Jordan Peele : Albus Dumbledore
- Jake Johnson : Barry
- Keegan-Michael Key : Foreman Jim
- Jorma Taccone : William Shakespeare
- Chris Miller : le présentateur TV
- Leiki Veskimets : l'ordinateur
- Shaquille O'Neal : Shaq, lui-même en Lego

#### Voix françaises
- Arnaud Ducret : Emmet Brickowski
- Philippe Valmont : Batman/Bruce Wayne
- Tal : Cool-Tag/Lucy
- Benoît Allemane : Vitruvius
- Maeva Méline : Unikitty
- Frédéric van den Driessche : Méchant Flic / Gentil Flic / Papa Flic
- Maurice Decoster : Lord Business / Président Business
- Franck Lorrain : Barbe d'acier
- Benoît DuPac : Spaceman Benny
- Adrien Antoine : Superman
- Pierre Tessier : Green Lantern
- Sylvie Jacob : Wonder Woman
- Jean-Claude Donda : C-3PO
- Frantz Confiac : Lando Calrissian
- Laurent Morteau : Abraham Lincoln
- Matthieu Albertini : Han Solo
- Yoann Sover : Wally
- Jean-Pierre Denys : Gandalf
- Gilbert Levy : Albus Dumbledore
- Olivier Cordina : Barry
- Pascal Vilmen : Foreman Jim
- Raphael Cohen : William Shakespeare
- Eric Legrand : le présentateur TV
- Delphine Liez-Allemane : l'ordinateur
- Jean-Paul Pitolin : Shaquille O'Neal en Lego

#### Voix québécoises
- Philippe Martin : Emmet Brickowski
- Daniel Picard : Batman / Bruce Wayne
- Catherine Proulx-Lemay : Rebelle/Lucy
- Guy Nadon : Vitruvius
- Fanny Rainville : Unikitty
- Benoît Rousseau : Méchant Flic/Gentil Flic
- François Godin : Lord Business/Président Business
- Manuel Tadros : Barbe de métal
- Maxime Desjardins-Tremblay : Spaceman Benny
- Frédérik Zacharek : Superman
- Olivier Visentin : Green Lantern
- Marika Lhoumeau : Wonder Woman
- Jean-Luc Montminy : Lando Calrissian
- Jean-François Beaupré : Han Solo
- Vincent Davy : Gandalf
- Frédéric Paquet : Barry
- Gabriel Lessard : le présentateur TV

Sources et légendes : version française (VF) sur RS Doublage, AlloDoublage et Le Parisien ; version québécoise sur Doublage.qc.ca et sur le carton du doublage situé après le générique de fin.

## Bande originale
Albums de Mark Mothersbaugh
Last Vegas
(2013) 22 Jump Street
(2014)
Singles
1. "Everything is Awesome"
Sortie : 27 janvier 2014

Mark Mothersbaugh compose la bande originale du film. Il avait déjà collaboré avec les réalisateurs pour Tempête de boulettes géantes et 21 Jump Street.
Toutes les chansons sont écrites et composées par Mark Mothersbaugh, sauf exception notée.
| Liste des titres | Liste des titres                        | Liste des titres                             | Liste des titres | Liste des titres | Liste des titres | Liste des titres | Liste des titres | Liste des titres | Liste des titres |
| No               | Titre                                   | Interprète(s)                                | Durée            |                  |                  |                  |                  |                  |                  |
| ---------------- | --------------------------------------- | -------------------------------------------- | ---------------- | ---------------- | ---------------- | ---------------- | ---------------- | ---------------- | ---------------- |
| 1.               | Everything Is Awesome!!!                | Tegan and Sara featuring The Lonely Island   | 2:43             |                  |                  |                  |                  |                  |                  |
| 2.               | Prologue                                |                                              | 2:28             |                  |                  |                  |                  |                  |                  |
| 3.               | Emmet's Morning                         |                                              | 1:59             |                  |                  |                  |                  |                  |                  |
| 4.               | Emmet Falls in Love                     |                                              | 1:11             |                  |                  |                  |                  |                  |                  |
| 5.               | Escape                                  |                                              | 3:27             |                  |                  |                  |                  |                  |                  |
| 6.               | Into the Old West                       |                                              | 1:00             |                  |                  |                  |                  |                  |                  |
| 7.               | Wyldstyle Explains                      |                                              | 1:21             |                  |                  |                  |                  |                  |                  |
| 8.               | Emmet's Mind                            |                                              | 2:17             |                  |                  |                  |                  |                  |                  |
| 9.               | The Transformation                      |                                              | 1:46             |                  |                  |                  |                  |                  |                  |
| 10.              | Saloons and Wagons                      |                                              | 3:38             |                  |                  |                  |                  |                  |                  |
| 11.              | Batman                                  |                                              | 1:23             |                  |                  |                  |                  |                  |                  |
| 12.              | Middle Zealand                          |                                              | 0:28             |                  |                  |                  |                  |                  |                  |
| 13.              | Cloud Cuckooland and Ben the Spaceman   |                                              | 1:25             |                  |                  |                  |                  |                  |                  |
| 14.              | Emmet's Speech                          |                                              | 2:02             |                  |                  |                  |                  |                  |                  |
| 15.              | Submarines and Metalbeard               |                                              | 1:49             |                  |                  |                  |                  |                  |                  |
| 16.              | Requiem for Cuckooland                  |                                              | 1:23             |                  |                  |                  |                  |                  |                  |
| 17.              | Reaching the Kragle                     |                                              | 2:35             |                  |                  |                  |                  |                  |                  |
| 18.              | Emmet's Plan                            |                                              | 1:54             |                  |                  |                  |                  |                  |                  |
| 19.              | The Truth                               |                                              | 3:16             |                  |                  |                  |                  |                  |                  |
| 20.              | Wyldstyle Leads                         |                                              | 2:46             |                  |                  |                  |                  |                  |                  |
| 21.              | Let's Put It All Back                   |                                              | 2:02             |                  |                  |                  |                  |                  |                  |
| 22.              | I Am a Master Builder                   |                                              | 2:48             |                  |                  |                  |                  |                  |                  |
| 23.              | My Secret Weapon                        |                                              | 4:19             |                  |                  |                  |                  |                  |                  |
| 24.              | We Did It!                              |                                              | 1:31             |                  |                  |                  |                  |                  |                  |
| 25.              | Everything is Awesome!!!                | Jo Li - Joshua Bartholomew and Lisa Harriton | 1:26             |                  |                  |                  |                  |                  |                  |
| 26.              | Everything is Awesome!!! (Unplugged)    | Shawn Patterson and Sammy Allen              | 1:24             |                  |                  |                  |                  |                  |                  |
| 27.              | Untitled Self Portrait                  | Will Arnett                                  | 1:08             |                  |                  |                  |                  |                  |                  |
| 28.              | Everything is Awesome!!! (Instrumental) |                                              | 2:41             |                  |                  |                  |                  |                  |                  |
| 58:10            |                                         |                                              |                  |                  |                  |                  |                  |                  |                  |

### Classements
| Pays / classement (2014)                       | Meilleure position |
| ---------------------------------------------- | ------------------ |
| Royaume-Uni - Independent Album Breakers (OCC) | 8                  |
| États-Unis - Billboard 200                     | 37                 |
| États-Unis - Independent Albums (Billboard)    | 8                  |
| États-Unis - Top Soundtracks (Billboard)       | 2                  |

## Accueil

### Accueil critique
Le film a été très bien reçu, le site américain Rotten Tomatoes rapportant que 96 % des 222 critiques sélectionnées donnent un avis positif sur le film avec une note moyenne de 8,2 sur 10. De son côté, le site américain Metacritic attribue au film un score de 83 qui se base sur 43 critiques.
Du côté de la presse américaine, Entertainment Weekly et The New Yorker mettent en avant le fait que le cinéma d'animation avait cessé de surprendre depuis quelques années, mais qu'avec La Grande Aventure Lego, cet effet de surprise était de retour. Entertainment Weekly souligne un « concept audacieux doté d'une intelligence dix fois supérieure à ce qui était attendu », et résume ainsi la devise du film : « si vous la construisez, la vie peut être géniale ». Le journal The Guardian poursuit dans cette lignée en qualifiant le film de « joie inattendue », respectant son univers originel tout en proposant une histoire imaginative. Une autre force du film est son aspect visuel totalement spectaculaire, avec une technologie 3D artistiquement bien utilisée, comme le souligne le Chicago Sun-Times.
Pour ce qui est de l'accueil en France, le site AlloCiné attribue une note moyenne de 4,1 sur 5 à partir de l'interprétation de 20 critiques de presse. Le Parisien qualifie le film de « totalement déjanté », son dynamisme étant salué par la critique, puisqu'« entre course-poursuites haletantes, décors grandioses et cascade de vannes, La Grande Aventure Lego ne laisse aucun répit aux spectateurs, petits ou grands ». Pour aller plus loin dans l'analyse des thèmes abordés, le magazine Première voit dans le film un hommage à la pop culture mais aussi une critique « anti-intégriste » visant les consommateurs de Lego qui se cantonnent à construire les modèles préétablis sans utiliser leur créativité. Les Inrockuptibles salue également la manière dont le film présente une révolution sociale à travers des clins d’œil à la culture populaire et faits avec des jouets, évoquant ainsi la série Robot Chicken.

### Box-office
| Pays ou région | Box-office        | Date d'arrêt du box-office | Nombre de semaines |
| -------------- | ----------------- | -------------------------- | ------------------ |
| États-Unis     | 257 748 132 $,    | 20 août 2014               | 28                 |
| France         | 1 513 034 entrées | 20 mai 2014                | 13                 |
| Monde          | 468 048 132 $     | 20 août 2014               | -                  |

## Distinctions

### Récompenses
- Boston Society of Film Critics Awards 2014 : 2e place dans la catégorie « meilleur film d'animation »
- Boston Online Film Critics Association Awards 2014 : meilleur film d'animation
- Chicago Film Critics Association Awards 2014 : meilleur film d'animation
- Golden Trailer Awards 2014 :
  - Meilleure publicité télévisuelle dans la catégorie « Animation / Famille », pour la bande-annonce Special Cast (sociétés Warner Bros. et Transit)
  - Publicité la plus innovante pour une marque ou un produit, pour la vidéo de making-of Behind the Bricks (sociétés Warner Bros. et Aspect Ratio)
- Dallas-Fort Worth Film Critics Association Awards 2014 : meilleur film d'animation
- Indiana Film Journalists Association Awards 2014 : meilleur film d'animation
- Kansas City Film Critics Circle Awards 2014 : meilleur film d'animation
- Los Angeles Film Critics Association Awards 2014 : 2e place dans la catégorie « meilleur film d'animation »
- National Board of Review Awards 2014 :
  - Top 10 des meilleurs films de 2014
  - Meilleur scénario original pour Phil Lord et Chris Miller
- New York Film Critics Circle Awards 2014 : meilleur film d'animation
- New York Film Critics Online Awards 2014 : meilleur film d'animation
- Online Film Critics Society Awards 2014 : meilleur film d'animation
- Phoenix Film Critics Society Awards 2014 :
  - Meilleur film d'animation
  - Meilleure chanson originale
- St. Louis Film Critics Association Awards 2014 : meilleur film d'animation
- Washington D.C. Area Film Critics Association Awards 2014 : meilleur film d'animation
- British Academy Film Awards 2015 : meilleur film d'animation
- Critics' Choice Movie Awards 2015 : meilleur film d'animation
- Saturn Awards 2015 : meilleur film d'animation

### Nominations
- Golden Trailer Awards 2014 :
  - Meilleure film de bande-annonce dans la catégorie « Animation / Famille », pour le deuxième trailer cinéma The Special (sociétés Warner Bros. et Transit)
  - Meilleure publicité télévisuelle dans la catégorie « Animation / Famille », pour la bande-annonce Who Are You? (sociétés Warner Bros. et Aspect Ratio)
  - Publicité télévisuelle la plus originale, pour Something for Everyone (sociétés Warner Bros. et Aspect Ratio)
- Toronto Film Critics Association Awards 2014 : meilleur film d'animation
- Critics' Choice Movie Awards 2015 : meilleure chanson originale pour Everything is Awesome de Shawn Patterson
- Golden Globes 2015 : meilleur film d'animation
- Oscars du cinéma 2015 : meilleure chanson originale pour Everything is Awesome de Shawn Patterson
- Satellite Awards 2015 :
  - Meilleur film d'animation
  - Meilleur scénario original pour Phil Lord et Chris Miller
  - Meilleure chanson originale pour Everything is Awesome

## Adaptation et suites
Le film a donné lieu à une adaptation en jeu vidéo, La Grande Aventure Lego, le jeu vidéo.
À la suite du succès du film, Warner Bros confirme une suite, La Grande Aventure Lego 2. Il est initialement annoncé pour le 26 mai 2017 aux États-Unis. Le réalisateur prévu, Chris McKay, est par la suite remplacé par Rob Schrab,. Ce dernier décide finalement de quitter le film à la suite de « désaccords créatifs ». The Hollywood Reporter dévoile alors un nouveau nom : Mike Mitchell, réalisateur de Shrek 4 et de Les Trolls,, et une nouvelle date, le 13 février 2019. Le film sort finalement le 8 février 2019 dans les salles américaines.
Un troisième volet est également envisagé, dont la sortie est d'abord prévue pour le 24 mai 2019.
En février 2017, sort également un film basé sur l'aventure de Batman, qui s'intitule Lego Batman, le film, réalisé par Chris McKay. En septembre de la même année, sort un autre film de l'univers de La Grande Aventure Lego : Ninjago, basé sur la licence Ninjago, avec notamment Jackie Chan, Michael Peña et Dave Franco.
Une série d'animation, Unikitty!, basée sur le personnage du même nom, est diffusée le 27 octobre 2017 sur Cartoon Network. La série est diffusée le 3 septembre 2018 en France sur France 4.